# Senne (rivière)
Pour l’article ayant un titre homophone, voir Seine.
 (octobre 2017).
Ne doit pas être confondue avec les rivières Saine et Seine
La Senne (en néerlandais : Zenne) est une rivière de Belgique, qui traverse Bruxelles. C'est un affluent de la Dyle et un sous-affluent de l'Escaut par le Rupel.  

## Géographie
La Senne prend sa source à Naast, dans la commune de Soignies, avant de parcourir une distance de 103 km puis de se jeter dans la Dyle près de Malines. Elle traverse les trois régions belges : 
- La Région wallonne, où elle prend sa source.
- Bruxelles-Capitale, où, depuis les travaux de voûtement au XIXe siècle, elle n'est plus visible qu'à Anderlecht, au docks de Bruxelles et au niveau de la station d'épuration de Schaerbeek. Certains affluents sont encore visibles (derrière les halles Saint-Géry ou à l'Abbaye de la Cambre).
- La Région flamande, où elle se jette dans la Dyle  non loin de Malines au “Zennegat” à Battel.

### Voûtement de la Senne

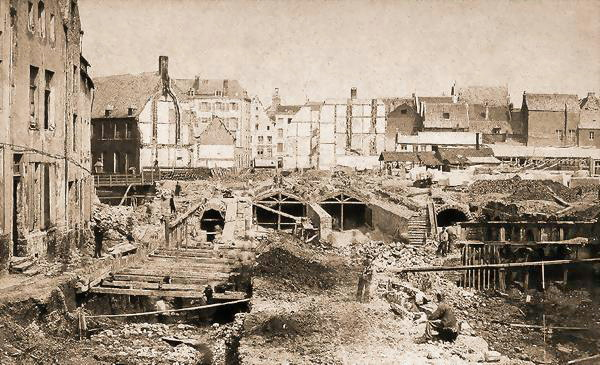
Voûtement de la Senne en 1867.

Dans la ville de Bruxelles, un réseau de rues étroites accueillant des commerces, des ateliers et autres entreprises industrielles s'est développé autour de la Senne. 
Au XIXe siècle, la Senne est jugée insalubre et responsable de propager le choléra (épidémie de 1866). Les autorités décident de voûter le cours d'eau dans la ville entre 1867 et 1871.

### Affluents
Les affluents de la Senne sont :

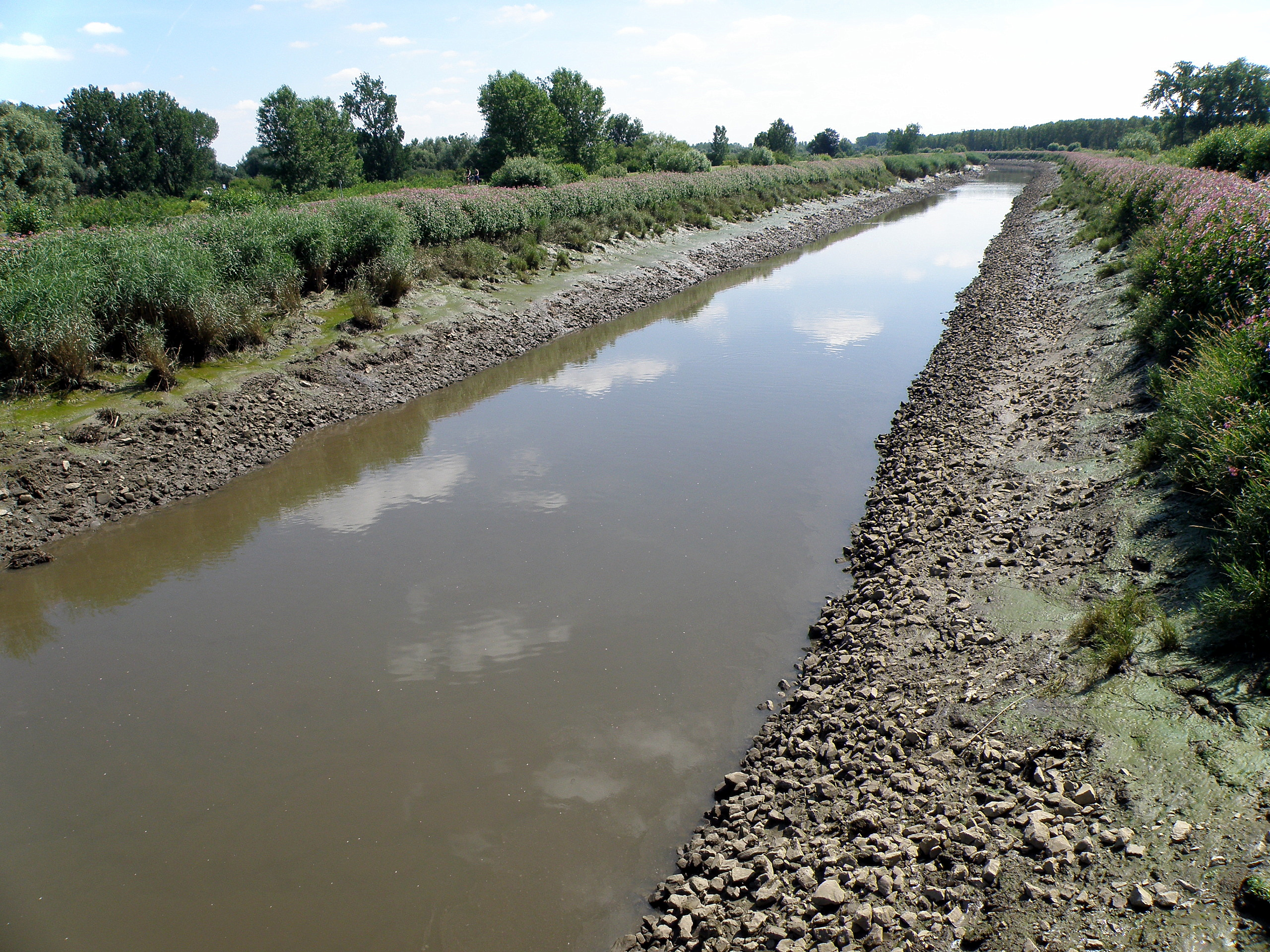
La Senne au nord de Malines, non loin de son confluent avec la Dyle.

- En région wallonne, Le Perlonjour, le Calais et la Caffenière à Soignies, la Gageole à Horrues, l'Horlebecq et la Brainette à Steenkerque et la Sennette à Tubize.
- En région bruxelloise, la Senne a comme affluent le Neerpedebeek à Anderlecht, le Geleytsbeek, le Linkebeek à Uccle, le Molenbeek, le Drootbeek à Laeken, le Maelbeek à Schaerbeek.
- En région flamande, le Zuenbeek à Drogenbos, le Maalbeek à Grimbergen, la Woluwe à Vilvorde.

Le creusement du canal Charleroi-Bruxelles (inauguré en 1832, porté à 13 500 tonnes en 1968) a eu un impact sur réseau hydrographique de surface. Le canal constitue une fracture du territoire hydrographique. Parmi les cours d’eau majeurs, la Samme, la Thisnes et le Hain se jettent désormais dans le canal alors qu'ils se jetaient précédemment dans la Sennette.

## Biodiversité
En amont de Bruxelles, la rivière a conservé une biodiversité importante comme en témoigne la Vallée des Oiseaux et les Moulins d'Arenberg à Rebecq, le Moulin de Ripain à Tubize et Zennebeemden en Brabant flamand. 
À Bruxelles, la Senne a pendant longtemps été utilisée pour l'évacuation des eaux usées. Cependant, depuis 2008, sous l'impulsion de la Directive-cadre sur l'Eau, une amélioration de sa qualité est constatée grâce au développement à grande échelle d'infrastructures de traitement des eaux usées. 

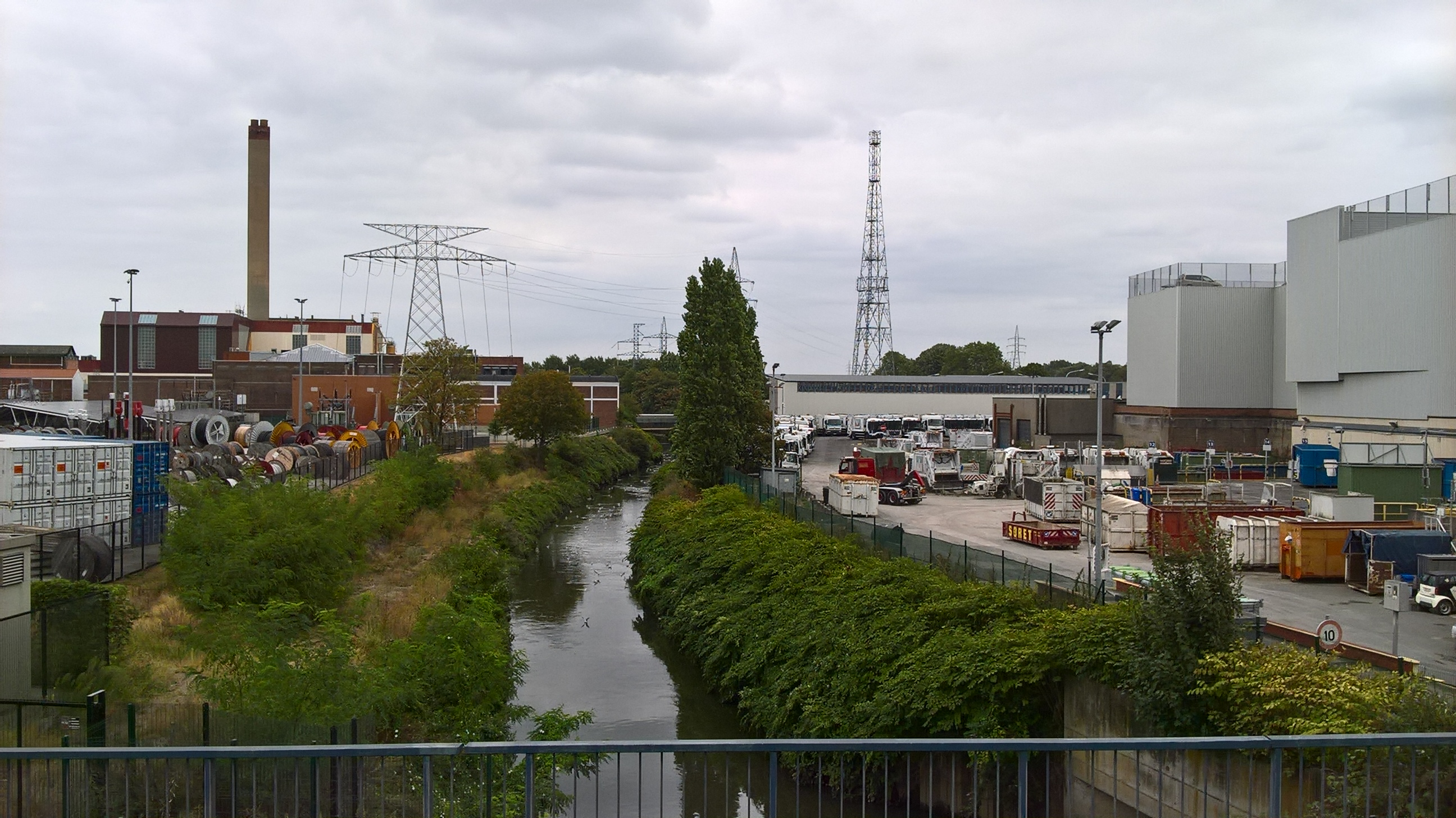
Vue du pont de la rue du Rupel à Bruxelles vers le nord-est sur la rivière, qui sort de la canalisation de la ville.

En aval de Bruxelles, la qualité de la Senne s'est améliorée avec l'inauguration de la station d'épuration de Bruxelles sud en 2007,.
La situation de la Senne s'est dégradée lorsque Aquiris, filiale belge de Veolia environnement, arrête, entre les 8 et 19 décembre 2009, son usine de retraitement des eaux usagées et déverse dans la Senne pendant 11 jours la totalité des eaux usagées de la Région de Bruxelles. Il faudra des mois avant que la vie revienne dans ce cours d'eau,,.
La Coordination Senne-Coördinatie Zenne, groupe de travail et partenaire d’Escaut sans Frontières, regroupe ou collabore avec des associations et personnes actives au sein des trois régions du bassin de la Senne. Ensemble, ils œuvrent à une gestion de l’eau intégrée et durable et plaident pour une approche interrégionale et coordonnée des problématiques environnementales liées au thème des cours d’eau et zones humides à l’échelle du bassin de la Senne.

## Gastronomie
Le long de la vallée de la Senne, il est possible de trouver les levures Brettanomyces bruxellensis et Brettanomyces lambicus à l'état naturel et à l'air libre.  Ces levures permettent aux nombreuses brasseries implantées dans cette vallée d'obtenir une bière à fermentation spontanée de type lambic, donnant entre autres la gueuze et la kriek.  